# Thawi Bunyaket
Thawi Bunyaket, född 1904, död 1971, var en thailändsk politiker. Han var Thailands premiärminister mellan 1945 och 1945.